# Дуэйр-Раслан
Дуэйр-Раслан (араб. دوير رسلان‎) — деревня на северо-западе Сирии, расположенная на территории мухафазы Тартус. Входит в состав района Дурейкиш. Является центром одноимённой нахии.

## Географическое положение
Деревня находится в восточной части мухафазы, на западных склонах южной части хребта Ансария, на высоте 764 метров над уровнем моря.

Дуэйр-Раслан расположен на расстоянии приблизительно 26 километров к востоку-северо-востоку (ENE) от Тартуса, административного центра провинции и на расстоянии 154 километра к северо-северо-западу (NNW) от Дамаска, столицы страны.

## Население
По данным официальной переписи 2004 года численность населения деревни составляла 4440 человек (2284 мужчины и 2156 женщин). Насчитывалось 798 домохозяйств.

## Транспорт
Ближайший гражданский аэропорт — Международный аэропорт имени Басиля Аль-Асада.